# Lijst van Grootkruisen in de Militaire Willems-Orde

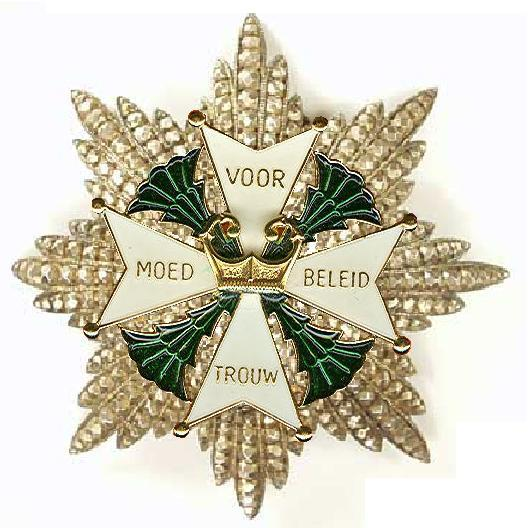
Ster van de Militaire Willems-Orde. 19e-eeuws model. Particuliere verzameling Groningen.

Dit is de in 1940 door G.C.E. Köffler opgemaakte lijst van grootkruisen. De data zijn die van de koninklijke besluiten.
Als grootmeesters van de Militaire Willems-Orde droegen:
- Willem I der Nederlanden
- Willem II der Nederlanden
- Willem III der Nederlanden
- Wilhelmina der Nederlanden
- Juliana der Nederlanden
- Beatrix der Nederlanden
- Willem-Alexander der Nederlanden

een grootkruis.

## De Nederlandse grootkruisen
Er waren tot 2013 twaalf Nederlanders die het grootkruis ontvingen:
Koning Willem I verleende grootkruisen aan
- Willem Frederik George Lodewijk Prins van Oranje, 8 juli 1815
- Jan Hendrik van Kinsbergen, 8 juli 1815
- Jhr. Jan Willem Janssens, 8 juli 1815
- Leopold Graaf van Limburg Stirum, 8 juli 1815
- Jhr. Theodorus Frederik van Capellen, 20 september 1816
- Zeno Willem Anne Lodewijk van Tengnagell, 24 mei 1821, nummer 76[1]
- Cornelis Rudolphus Theodorus Baron Krayenhoff, 12 mei 1823
- Hendrik Merkus Baron de Kock, 25 oktober 1830
- Willem Frederik Karel Prins der Nederlanden, 18 augustus 1831
- David Hendrikus Baron Chassé, 25 december 1831

Koning Willem III verleende een grootkruis aan
- Jan van Swieten, 12 mei 1874

Koningin Wilhelmina verleende een grootkruis aan
- Johannes Benedictus van Heutsz, 14 maart 1903

Koningin Juliana verleende een grootkruis aan
- Prinses Wilhelmina der Nederlanden, 1948

Daarnaast was ridder-grootkruis in de Militaire Willems-Orde de al in 1815 tot ridder in die Orde benoemde:
- Karel Bernhard Hertog van Saksen-Weimar-Eisenach, die op 8 oktober 1842 door koning Willem II was benoemd.

Hij was een militair in Nederlandse dienst maar geen Nederlander.

## De in den vreemde verleende grootkruisen
De Nederlandse koningen hebben 37 vreemdelingen, op 22 na allen regerende vorsten, benoemd tot ridder-grootkruis in de Militaire Willems-Orde.
Koning Willem I verleende grootkruisen aan
- Gebhard Leberecht von Blücher, 8 januari 1815
- Friedrich Wilhelm Bülow von Dennewitz, 8 juli 1815
- August Neidhardt von Gneisenau, 8 juli 1815
- Willem van Pruisen, 8 juli 1815
- Christiaan Lodewijk van Hessen-Darmstadt, 3 augustus 1815
- N.K. baron De Vincent, 3 augustus 1815
- Karl Philipp zu Schwarzenberg, 27 augustus 1815
- Michael Andreas Barclay de Tolly, 27 augustus 1815
- Charles Philippe Joseph Vorst van Wrede, 27 augustus 1815
- Frederik Willem Karel Kroonprins van Württemberg, 27 augustus 1815
- Edward Pellew, 1st Viscount Exmouth, 20 september 1816
- Alexander I van Rusland, 19 november 1818
- Constantin Paulowitz van Rusland, 19 november 1818
- George IV van het Verenigd Koninkrijk, 27 november 1818
- Frederik Willem III van Pruisen, 9 juli 1821
- Lodewijk Anton van Bourbon, 13 mei 1825
- Karel X van Frankrijk, 13 mei 1825
- Nicolaas I van Rusland, 11 mei 1826

Koning Willem II verleende grootkruisen aan
- Frederik Willem IV van Pruisen, 9 februari 1842
- Lodewijk Filips I van Frankrijk, 22 maart 1842
- Michiel Paulowitz van Rusland, 4 november 1843

Koning Willem III verleende grootkruisen aan
- Prins Paskewitsch van Erivan, 19 april 1849
- Frans Jozef I van Oostenrijk, 21 juni 1849
- Frederik VII van Denemarken, 21 juni 1849
- Oscar I van Zweden en Noorwegen, 21 juni 1849
- Ernst August I van Hannover, 3 juli 1849
- Alexander II van Rusland, 13 september 1855
- Napoleon III van Frankrijk, 13 september 1855
- Alexander Baryatinsky, 19 februari 1860
- Albert van Saksen, 9 juli 1878
- Prins Frederik van Pruisen, de latere keizer Frederik III van Duitsland, 23 augustus 1878
- Prins Frederik Karel van Pruisen, 23 augustus 1878
- Alexander III van Rusland, 17 maart 1881
- Wilhelm II van Duitsland, 8 september 1889

Koningin Wilhelmina verleende grootkruisen aan
- George VI van het Verenigd Koninkrijk, 1 juli 1946
- Franklin Delano Roosevelt, postuum op 15 april 1948

Koningin Juliana verleende een grootkruis aan
- Haile Selassie van Ethiopië, 3 november 1954

## Noot
1. ↑  In de 's Gravenhaagsche Courant van 4 juni 1821 werd gesproken van het grootkruis in de Militaire Willems-Orde voor Van Tengnagel en het commandeurschap in die Orde voor generaal d'Aubremé. G.C.E. Köffler spreekt over een ridderschap, maar waarschijnlijk is dit een fout gezien de overige onderscheidingen van dit Koninklijke Besluit en was de onderscheiding een grootkruis.